# Tomasz Szmidt
Tomasz Szmidt (ur. 14 lutego 1971 w Poznaniu) – polski hokeista na trawie, olimpijczyk z Sydney 2000.

## Życiorys
Wychowanek CKS Zdrój Ciechocinek. Zawodnik grający na pozycji obrońcy. Wielokrotny medalista mistrzostw Polski:
- złoty w roku 1990 (z klubem Pomorzanin Toruń),
- brązowy w latach 1991, 1993, 1994, 1995, 1998, 1999 (z klubem Pomorzanin Toruń).

Od roku 2001 występował w niemieckim klubie RSV Rheydt Mönchengladbach, z którym wywalczył w Puchar Niemiec (2001) oraz zajął 3. miejsce w Pucharze Europy Zdobywców Pucharów w roku 2002.
W reprezentacji Polski rozegrał 155 meczów (w latach 1995-2011) zdobywając w nich 6. bramek.
Uczestnik mistrzostw Europy na otwartym stadionie w Paryżu (1991), gdzie Polska zajęła 8. miejsce, Dublinie (1995), gdzie Polska zajęła 6. miejsce oraz Padwie (1999) - 9. miejsce.
Uczestnik mistrzostw świata w Utrechcie (1998), gdzie Polska drużyna zajęła 12. miejsce.
W roku 2001 wywalczył brązowy medal halowych mistrzostw Europy w Lucernie.
Na igrzyskach w Sydney był członkiem polskiej drużyny, która zajęła 12. miejsce.